# Patricia Ayala
Patricia Ayala (Artigas, 25 de agosto de 1966) es una fonoaudióloga y política uruguaya. Fue intendente de Artigas entre julio de 2010 y enero de 2015 y senadora de la República por el Espacio 609 del Frente Amplio entre 2015 y 2020.

## Biografía
Nació el 25 de agosto de 1966. Se graduó como fonoaudióloga en la Universidad de la República. Desde su juventud es militante del Frente Amplio y desde 1989 integra el Movimiento de Participación Popular. 
En las elecciones internas del año 2004 Ayala figuró en el sexto puesto de la nómina de dirigentes del MPP más votados por la militancia del sector. En las elecciones departamentales de mayo de 2005 resultó elegida edila para integrar la Junta Departamental de Artigas durante el período 2005-2010. 
En las elecciones nacionales de octubre de 2009 figuró en el primer puesto de la lista departamental del Espacio 609 a la Cámara de Representantes, resultando electa como la primera diputada mujer en representación del departamento de Artigas, para desempeñarse durante el quinquenio legislativo 2010-2015.
En los comicios departamentales y municipales del 9 de mayo de 2010 Ayala fue una de las candidatas del Frente Amplio para la Intendencia de su departamento. Fue elegida y se constituyó en la primera intendenta mujer de Artigas, función que asumió el 8 de julio de 2010 y cumplió hasta el 2015, luego de haber renunciado a la diputación.
En las elecciones nacionales de octubre de 2014 integró la plancha de candidatos al Senado del Espacio 609 del Frente Amplio, resultando electa para desempeñarse durante el período 2015-2020 en la Cámara Alta del Poder Legislativo. Al ser nuevamente candidata del Frente Amplio a la Intendencia de Artigas en los comicios departamentales y municipales del 10 de mayo de 2015, no ocupó la banca en el Senado para poder realizar la campaña electoral conforme establece la normativa electoral. 
En 2017 ocupó temporalmente la Vicepresidencia de la República, y durante los primeros días del mes de junio de 2018 asumió temporalmente la Presidencia de la República.
Se desempeñó como senadora de la República hasta finalizar la legislatura. Nuevamente candidata en las elecciones de 2019, no resultó reelecta.